# World Basketball Manager
World Basketball Manager (WBM) es un juego de PC que permite tomar el cargo y manejar un equipo de baloncesto del mundo. Es el único juego de mánager de baloncesto que incluye toda la acción de baloncesto del planeta y no sólo de la NBA. La base de datos del WBM incluye más de 9600 jugadores de básquet, 650 equipos y 1000 entrenadores de 194 países. Para mantener la base de datos actualizada permanentemente , los usuarios crearon una red de researchers que actualizan el juego y ponen a disposición la base de datos. Esto es muy importante para el juego y para los diseñadores, ya que la versión original viene con nombres falsos para todos los equipos, jugadores y entrenadores. También WBM es una base de datos de referencia para los fanáticos del baloncesto alrededor del mundo para tener noción de los equipos y datos de los jugadores.

## Características
- La vista y modo de juegos básicamente la misma que en la mayoría de juegos de mánager de fútbol.
- Los usuarios pueden manejar club y selección nacional al mismo tiempo.
- WBM posee un algoritmo de juego real.
- A su vez, el algoritmo del juego hace a la inteligencia artificial un oponente muy complicado.
- Es el juego con la mayor base de datos del baloncesto del planeta.
- A lo largo del juego se producen estadísticas como los profesionales usan.
- Más de 600 entrenadores humanos pueden jugar al mismo tiempo durante la misma temporada.
- El editor de datos hace muy fácil la edición de la base de datos.
- Disponible en los siguientes idiomas: inglés, francés, alemán, italiano, lituano, portugués y español.

## Historia
WBM fue desarrollado por icehole, un equipo pequeño de desarrollo con base en Atenas, Grecia. La primera versión del juego se lanzó en el 2001, bajo el nombre de “Basketball Manager”, y sólo incluida la Liga Griega. Al año siguiente una nueva versión del juego se lanzó y añadió a 5 países más: Italia, Francia, España, Alemania e Israel. En el 2004 el juego fue renombrado a World Basketball Manager e incluyó a 94 países. Esta versión del juego se relanzó en el año 2005 en el lenguaje chino y alemán, y vendido en sus mercados. En el 2007 se lanzó última versión, y el juego incluyó 7 idiomas: inglés, francés, alemán, italiano, lituano, portugués y español (extrañamente no en griego a pesar de que los diseñadores son de dicho país).

## El futuro del WBM
A pesar de que WBM está en el mercado hace años, nunca pudo lograr una distribución mundial del juego. Por ello, los fanáticos del juego son pocos pero muy leales. Esto permite a WBM sobrevivir, pero desarrollarse muy lentamente. Para la temporada 2007-2008 icehole anunció una nueva versión del juego que incluirá los nuevos formatos de liga y muchísimas nuevas opciones.